# Diócesis de Frederico Westphalen
La diócesis de Frederico Westphalen (en latín: Dioecesis Vestphaleniana y en portugués: Diocese de Frederico Westphalen) es una circunscripción eclesiástica latina de la Iglesia católica en Brasil, sufragánea de la arquidiócesis de Passo Fundo. La diócesis tiene al obispo Antônio Carlos Rossi Keller como su ordinario desde el 11 de junio de 2008. 

## Territorio y organización
La diócesis tiene 11 473 km² y extiende su jurisdicción sobre los fieles católicos de rito latino residentes en 56 municipios del estado de Río Grande del Sur: Frederico Westphalen, Alpestre, Ametista do Sul, Barra do Guarita, Boa Vista das Missões, Bom Progresso, Braga, Caiçara, Campo Novo, Cerro Grande, Constantina, Coronel Bicaco, Crissiumal, Cristal do Sul, Derrubadas, Dois Irmãos das Missões, Engenho Velho, Erval Seco, Esperança do Sul, Gramado dos Loureiros, Humaitá, Iraí, Jaboticaba, Lajeado do Bugre, Liberato Salzano, Miraguaí, Nonoai, Nova Candelária, Novo Barreiro, Novo Tiradentes, Novo Xingu, Palmeira das Missões, Palmitinho, Pinhal, Pinheirinho do Vale, Planalto, Redentora, Rio dos Índios, Rodeio Bonito, Sagrada Família, Santo Augusto, São José das Missões, São Martinho, São Pedro das Missões, São Valério do Sul, Seberi, Sede Nova, Taquaruçu do Sul, Tenente Portela, Tiradentes do Sul, Três Palmeiras, Três Passos, Trindade do Sul, Vicente Dutra, Vista Alegre y Vista Gaúcha.
La sede de la diócesis se encuentra en la ciudad de Frederico Westphalen, en donde se halla la Catedral de San Antonio.
En 2019 en la diócesis existían 39 parroquias.

## Historia
La diócesis fue erigida el 22 de mayo de 1961 con la bula Haus parva del papa Juan XXIII, obteniendo el territorio de las diócesis de Passo Fundo y Santa María (hoy ambas arquidiócesis).
Originalmente sufragánea de la arquidiócesis de Porto Alegre, el 13 de abril de 2011 pasó a formar parte de la provincia eclesiástica de la arquidiócesis de Passo Fundo.

## Estadísticas
De acuerdo al Anuario Pontificio 2020 la diócesis tenía a fines de 2019 un total de 357 420 fieles bautizados.
| Año                                                                             | Población            | Población | Población      | Sacerdotes | Sacerdotes    | Sacerdotes    | Bautizados por sacerdote | Diáconos permanentes | Religiosos | Religiosos | Parroquias |
| Año                                                                             | Bautizados católicos | Total     | % de católicos | Total      | Clero secular | Clero regular | Bautizados por sacerdote | Diáconos permanentes | Varones    | Mujeres    | Parroquias |
| ------------------------------------------------------------------------------- | -------------------- | --------- | -------------- | ---------- | ------------- | ------------- | ------------------------ | -------------------- | ---------- | ---------- | ---------- |
| 1966                                                                            | 320 000              | 375 000   | 85.3           | 50         | 19            | 31            | 6400                     |                      | 12         | 141        | 26         |
| 1970                                                                            | ?                    | 390 000   | ?              | 61         | 28            | 33            | ?                        | 1                    | 37         | 186        | 32         |
| 1976                                                                            | 430 000              | 510 000   | 84.3           | 60         | 28            | 32            | 7166                     | 3                    | 41         | 176        | 33         |
| 1980                                                                            | 444 000              | 543 000   | 81.8           | 61         | 27            | 34            | 7278                     | 3                    | 41         | 185        | 34         |
| 1990                                                                            | 469 000              | 561 000   | 83.6           | 66         | 29            | 37            | 7106                     | 1                    | 39         | 181        | 35         |
| 1999                                                                            | 543 000              | 653 000   | 83.2           | 65         | 38            | 27            | 8353                     | 1                    | 59         | 120        | 37         |
| 2000                                                                            | 550 000              | 661 000   | 83.2           | 64         | 38            | 26            | 8593                     |                      | 56         | 108        | 37         |
| 2001                                                                            | 320 000              | 385 128   | 83.1           | 64         | 38            | 26            | 5000                     | 1                    | 47         | 98         | 37         |
| 2002                                                                            | 320 000              | 385 128   | 83.1           | 65         | 39            | 26            | 4923                     | 1                    | 45         | 94         | 37         |
| 2003                                                                            | 321 000              | 386 000   | 83.2           | 57         | 39            | 18            | 5631                     |                      | 40         | 94         | 37         |
| 2004                                                                            | 286 494              | 389 749   | 73.5           | 58         | 42            | 16            | 4939                     |                      | 26         | 64         | 37         |
| 2006                                                                            | 310 000              | 399 000   | 77.7           | 62         | 45            | 17            | 5000                     |                      | 37         | 92         | 38         |
| 2013                                                                            | 340 000              | 438 000   | 77.6           | 70         | 47            | 23            | 4857                     | 1                    | 56         | 86         | 39         |
| 2016                                                                            | 349 000              | 448 900   | 77.7           | 68         | 53            | 15            | 5132                     | 3                    | 53         | 86         | 39         |
| 2019                                                                            | 357 420              | 459 800   | 77.7           | 70         | 60            | 10            | 5106                     | 4                    | 46         | 79         | 39         |
| Fuente: Catholic-Hierarchy, que a su vez toma los datos del Anuario Pontificio. |                      |           |                |            |               |               |                          |                      |            |            |            |

## Episcopologio
- João Aloysio Hoffmann † (26 de marzo de 1962-27 de mayo de 1971 nombrado obispo de Erexim)
- Bruno Maldaner † (27 de mayo de 1971-12 de diciembre de 2001 retirado)
- Zeno Hastenteufel (12 de diciembre de 2001-28 de marzo de 2007 nombrado obispo de Novo Hamburgo)
- Antônio Carlos Rossi Keller, desde el 11 de junio de 2008